# Roger Tory Peterson
Pour les articles homonymes, voir Tory (homonymie) et Peterson.
Roger Tory Peterson, ou Roger Peterson, est un peintre, naturaliste et ornithologue américain, né le 28 août 1908 à Jamestown dans l'État de New York, mort le 28 juillet 1996 à Old Lyme dans le Connecticut.

## Biographie
Ses parents sont deux immigrants : son père, Charles Gustav Peterson, vient de Värmland en Suède, et sa mère, Henrietta Bader, vient d’une petite ville près de Breslau en Allemagne. Roger Peterson grandit à Chautauqua où il prend goût pour la nature. Il rejoint à onze ans le club junior de la Société nationale Audubon. Comme beaucoup d’enfants de son âge, il distribue des journaux pour gagner de l’argent et organise son itinéraire afin de pouvoir observer les oiseaux. Avec l’argent gagné, il s’achète un guide ornithologique de Chester Albert Reed (1876-1912), une paire de jumelles de théâtre et un premier appareil photo. Le besoin d’argent l’oblige à travailler dès dix-sept ans. Il entre dans une société de Jamestown où il décore des meubles en laque de Chine. Le directeur de la société, reconnaissant le talent de Roger Peterson, l’encourage à devenir un artiste et à suivre des cours à une école d’art de New York.
Roger Peterson participe à son premier congrès annuel organisé, en 1925, par l’American Ornithological Society qui l’enthousiasme : il y rencontre ses héros comme Ludlow Griscom (1890-1959) et Louis Agassiz Fuertes (1874-1927). Il se lie d’amitié avec d’autres ornithologues comme l’illustrateur Francis Lee Jaques (en) (1887-1969), Frank Michler Chapman (1864-1945), Arthur Augustus Allen (1885-1964) et Edward Howe Forbush (en) (1858-1929). En janvier 1927, il part à New York étudie à l’Art Students League auprès de Kimon Nicolaïdes (en) (1891-1938)  et du peintre réaliste John French Sloan (1871-1951). Afin de financer ses études, il reprend son ancien travail : décorateur de meubles et autres objets domestiques. Ses progrès sont rapides : après deux ans à l’Art Students League, il passe un concours et est reçu à l’Académie américaine de design où il étudie auprès de Raymond Perry Rodgers Neilson (1881-1964) et de Frank Vincent DuMond (1865-1951). Durant ses études, il fréquente un petit club ornithologique du Bronx ainsi que les réunions de l’honorable Société linnéenne de New York. L’été, il enseigne l’histoire naturelle dans des camp de vacances pour enfants. Finalement, il obtient un poste à temps plein à la prestigieuse Rivers School (en) près de Boston.
Au début des années 1930, l’identification des oiseaux se fondait principalement sur le plumage et la mesure de l’oiseau une fois celui-ci capturé. Les principaux guides de terrain alors utilisés en Amérique du Nord étaient le Color Key to North American Birds de 1903 de Frank Michler Chapman (1864-1945), A Guide to the Birds of New England and Eastern New York de 1904 et Birds of the Pacific States de 1927 par Ralph Hoffmann (en) (1870-1932) et les petits guides illustrés de Chester Albert Reed (1876-1912). C’est alors qu’il commence à élaborer un nouveau type de guide de terrain. Son objectif est de permettre une reconnaissance facile et à distance de tous les oiseaux. Peterson y travaille toutes les nuits durant trois ans. Mais, avec l'arrivée de la Grande Crise économique, Peterson a du mal à trouver un éditeur. Finalement, seul un des cinq éditeurs qu’il contacte est intéressé, Houghton Mifflin, mais hésite cependant à se lancer dans une aventure qui paraît aussi risquée. Roger Peterson renonce à ses droits d'auteur sur les mille premiers exemplaires vendus. A Field Guide to the Birds connaît immédiatement un grand succès puisque tout le tirage initial de deux mille exemplaires est épuisé en quelques semaines. Son succès perdure jusqu’à aujourd’hui : il a connu quatre rééditions majeures et près de cinquante réimpressions pour un total de sept millions d’exemplaires.
Il rejoint, en 1934, la Société nationale Audubon où il devient directeur de la pédagogie et directeur artistique de la revue Bird-Lore. Il se marie en 1936 avec Mildred Washington ; le couple divorce en 1943. Il se remarie alors avec Barbara Coulter, union dont naîtront deux enfants. Après avoir servi dans l’armée américaine durant la Seconde Guerre mondiale, il deviendra le secrétaire de la Société dans les années 1960. Il est membre du bureau du World Wildlife Fund (WWF) et préside de 1948 à 1949 l’American Natural Study Society. Il reçoit, en 1971, la médaille de la conservation de la Société Audubon, récompense dont il était très fier. Il divorce de sa deuxième épouse en 1976 et se remarie quelques mois plus tard avec Virginia Marie Quinlan Westervelt. Dans les années 1960, il commence à militer contre la dégradation de l’environnement et pour l’interdiction du DDT.
Peterson fait paraître de nombreuses publications de popularisation de l’ornithologie, tant pour les enfants, comme Junior Book of Birds en 1938, que pour les adultes, comme ses articles dans Life. Il a spécialement parcouru l'Europe, observé et dessiné les oiseaux sur le terrain en vue du Peterson, le guide des oiseaux d'Europe, qui a longtemps été l'ouvrage de terrain préféré des birdwatchers français. Il reçoit, en 1944, la médaille Brewster décernée par l'American Ornithological Society, ainsi que la médaille John Burroughs, la médaille d’or du WWF, la médaille d’or de la Société zoologique de New York et la médaille présidentielle de la Liberté. Il recevra dans sa vie pas moins de vingt-trois titres de docteur honoris causa, le premier en 1952.

## Contribution à l'ornithologie
Le Guide des oiseaux d'Europe a fortement contribué[réf. nécessaire] - et contribue encore[réf. nécessaire] - à la formation de nombreux ornithologues amateurs en Europe.[réf. nécessaire] Ses illustrations simplifiées, qui insistent sur les éléments déterminants pour l'identification au moyen de flèches, et des textes de qualité[non neutre] (adaptés en français par Paul Géroudet), font de cet ouvrage un parfait[non neutre] guide d'initiation, dont le succès ne s'est jamais démenti au fil des rééditions.[réf. nécessaire]

## Liste partielle des publications
- Guide des oiseaux d'Europe (texte de Guy Mountfort, illustrations de Roger Tory Peterson et Philip Arthur Dominic Hollom ; traduit de l'américain par Paul Géroudet). Delachaux et Niestlé, collection « Les Guides du naturaliste », Neuchâtel et Paris, 1976 (7e édition revue et augmentée). 451 p.  (ISBN 2-603-00044-6). Titre original : Field guide to the birds of Britain and Europe.
- Les Oiseaux (par Roger Tory Peterson et les rédacteurs des Éditions Time-Life ; traduit de l'américain par Serge Ouvaroff). Time-Life international, collection « Life. Le Monde vivant », Amsterdam, 1976. 192 p. Titre original : The Birds.
- Les Oiseaux de l'Est de l'Amérique du Nord (texte et illustrations de Roger Tory Peterson ; cartes de Virginia Marie Peterson ; traduit de l'américain par Philippe Blain, André Cyr, Norman David et Michel Gosselin). Broquet, collection « Les guides Peterson », La Prairie (Québec) et Pomponne, 1994. 384 p.  (ISBN 2-89000-381-7). Titre original : A field guide to the birds.